# Tom Skerritt
Tom Skerritt (Detroit, Michigan, 25 d'agost de 1933) és un actor estatunidenc de cinema i televisió. La seva filmografia inclou títols com M*A*S*H (1970), Harold i Maude (1971), Lladres com nosaltres (1974), Castells de gel (1978), Alien (1979), La zona morta (1983), Top Gun (1986), Magnòlies d'acer (1989), El principiant (1990), Poison Ivy (1992), Knight Moves (1992), El riu de la vida (1992), Singles (1992), Contact (1997) i Ted (2012). Ha treballat també en moltes sèries de televisió, entre les quals hi ha Cheers (1987, 1988), Picket Fences (1992-1996), Brothers & Sisters (2006-2008) i The Closer (2010).

## Biografia
El seu debut en televisió va ser el 1962 en Combat!. El seu debut al cinema va arribar amb la pel·lícula War Hunt (1962), produïda per Terry Sanders.
El 1966, va aparèixer en la sèrie de la dècada dels anys 60's El Fugitiu David Janssen en el paper de Pete, en el capítol Joshua's Kingdom, un agutzil que havia estat acomiadat per ser irresponsable i assetjar a Ruth (Kim Darby), una adolescent que havia tingut un bebè i el seu pare Joshua (Harry Townes) la considerava una vergonya, recolzat en certs versicles de la Bíblia interpretats a la seva manera.
La pel·lícula més important en la qual ha aparegut Tom, ha estat M*A*S*H (1970), seguida de Alien (1979), Top Gun (1986) i Magnòlies d'acer (1989). També ha participat en la sèrie de televisió Picket Fences.
Va ser co-protagonista en la pel·lícula "Poltergeist III", estrenada al juny de 1988. Skerritt es va traslladar a Seattle, Washington el 1988.

## Filmografia

### Cinema
| Any  | Títol                                       | Paper                                 |
| ---- | ------------------------------------------- | ------------------------------------- |
| 1962 | War Hunt                                    | Sergent Stan Showalter                |
| 1964 | One Man's Way                               | Leonard Peal                          |
| 1965 | Those Calloways                             | Whit Turner                           |
| 1970 | M*A*S*H                                     | Capt. Augustus Bedford 'Duke' Forrest |
| 1971 | Dos homes contra l'oest                     | John Buckman                          |
| 1971 | Harold i Maude (Harold and Maude)           | Oficial de policia                    |
| 1972 | Fuzz                                        | Detectiu Bert Kling                   |
| 1974 | Lladres com nosaltres                       | Dee Mobley                            |
| 1974 | Joe i Margherito                            | Margherito                            |
| 1974 | Big Bad Mama                                | Fred Diller                           |
| 1975 | La pluja del diable                         | Tom Preston                           |
| 1976 | Madama, La                                  | Rick Dylan                            |
| 1977 | The Turning Point                           | Wayne                                 |
| 1978 | Up in Smoke                                 | Strawberry                            |
| 1978 | Castells de gel                             | Marcus Winston                        |
| 1979 | Alien                                       | Dallas                                |
| 1981 | Un estiu perillós                           | Howard Anderson                       |
| 1981 | Savage Harvest                              | Casey                                 |
| 1981 | Silence of the North                        | Walter Reamer                         |
| 1982 | Fighting Back                               | John D'Angelo                         |
| 1983 | La zona morta (The Dead Zone)               | Xèrif George Bannerman                |
| 1986 | Top Gun                                     | Comandant Mike 'Viper' Metcalf        |
| 1986 | S.O.S. equip blau                           | Zach Bergstrom                        |
| 1986 | Opposing Force                              | Logan                                 |
| 1986 | Wisdom                                      | Lloyd Wisdom                          |
| 1987 | Maid to Order                               | Charles Montgomery                    |
| 1987 | Mà d'or (The Big Town)                      | Phil Carpenter                        |
| 1988 | Honor Bound                                 | Sam Cahill                            |
| 1988 | Poltergeist III                             | Bruce Gardner                         |
| 1989 | Big Man on Campus                           | Dr. Webster                           |
| 1989 | Magnòlies d'acer                            | Drum Eatenton                         |
| 1990 | El principiant (The Rookie)                 | Eugene Ackerman                       |
| 1992 | La mala herba (Poison Ivy)                  | Darryl Cooper                         |
| 1992 | Escac a l'assassí                           | Capt. Frank Sedman                    |
| 1992 | Wild Orchid 2: Two Shades of Blue           | Ham McDonald                          |
| 1992 | El riu de la vida (A River Runs Through It) | Reverend Maclean                      |
| 1992 | Solters (Singles)                           | Major Weber                           |
| 1997 | Contact                                     | David Drumlin                         |
| 1998 | Smoke Signals                               | Cap de policia                        |
| 1999 | The Other Sister                            | Dr. Radley Tate                       |
| 2001 | Texas Rangers                               | Richard Dukes                         |
| 2002 | Tuscaloosa                                  |                                       |
| 2002 | Changing Hearts                             | Johnny Pinkley                        |
| 2002 | Greenmail                                   | Tom Bradshaw                          |
| 2003 | Llàgrimes del sol (Tears of the Sun)        | Capità Bill Rhodes                    |
| 2003 | Swing                                       | George Verdi                          |
| 2006 | Bonneville                                  | Emmett                                |
| 2007 | The Velveteen Rabbit                        | Horse                                 |
| 2008 | Beer for My Horses                          | Xèrif Wilson Landry                   |
| 2009 | Whiteout                                    | Dr. John Fury                         |
| 2009 | For Sale by Owner                           | Clive Farrier                         |
| 2009 | Rivers of a Lost Coast                      | Narrador                              |
| 2010 | Redemption Road                             | Santa                                 |
| 2012 | Ted                                         | Ell mateix                            |
| 2014 | Field of Lost Shoes                         | Ulysses S. Grant                      |
| 2016 | A Hologram for the King                     | Ron                                   |

## Premis i nominacions
Premis
- 1993: Primetime Emmy al millor actor en sèrie dramàtica per Picket Fences

Nominacions
- 1994: Globus d'Or al millor actor en sèrie dramàtica per Picket Fences
- 1994: Primetime Emmy al millor actor en sèrie dramàtica per Picket Fences
- 1995: Globus d'Or al millor actor en sèrie dramàtica per Picket Fences